# James Austin Johnson
James Austin Johnson, född 19 juli 1989 i Nashville i Tennessee, är en amerikansk komiker, skådespelare och manusförfattare. Ibland använder han sig av sina initialer JAJ. Sedan 2021 är han en del av skådespelarensemblen i sketchprogrammet Saturday Night Live.

## Karriär
Johnson växte upp i Nashville och är yngst av tre bröder. Han avlade examen från Trevecca Nazarene University. Han började uppträda med stand-up som tonåring och flyttade 2013 till Los Angeles för att inleda en karriär som komiker och skådespelare.
Sedan 2021 är han en del av skådespelarensemblen i sketchprogrammet Saturday Night Live. Johnson har uppmärksammats av sina imitationer av bland andra Donald Trump, Joe Biden och Bob Dylan.
Johnson är gift och har en son född 2022.